# Андрияновская (Архангельская область)
Андрияновская — деревня в Холмогорском районе Архангельской области.

## География
Находится в центральной части Архангельской области на расстоянии приблизительно 9 км на восток по прямой от районного центра села Холмогоры в юго-восточной части острова Куростров в пойме реки Северная Двина.

## История
В 1859 году здесь (тогда деревня Холмогорского уезда Архангельской губернии) было учтено 11 дворов, в 1905 — 15. До 2022 года входила в Холмогорское сельское поселение до его упразднения.

## Население
Численность населения: 61 человек (1859 год), 96 (1905), 4 (русские 75 %) в 2002 году, 3 в 2010.